# Fëdor Stepanovič Akimenko
Fëdor Stepanovič Akimenko (Charkiv, 20 febbraio 1876 – Parigi, 3 gennaio 1945) è stato un musicista ucraino.
Studiò con Milij Alekseevič Balakirev e Nikolaj Andreevič Rimskij-Korsakov.
È autore di un Trio, di una Sonata per violoncello e pianoforte, di una Sonata fantastica per pianoforte, di un Poema lirico e di una Ouverture per orchestra.